# Nadia Davy
Nadia Davy (* 24. Dezember 1980) ist eine jamaikanische Sprinterin, die sich auf den 400-Meter-Lauf spezialisiert hat.
Den bisher größten Erfolg ihrer Karriere feierte sie bei den Olympischen Spielen 2004 in Athen. Gemeinsam mit Novlene Williams, Michelle Burgher und Sandie Richards gewann sie die Bronzemedaille in der 4-mal-400-Meter-Staffel. Davy startete in Athen auch im 400-Meter-Lauf, schied jedoch bereits in der Vorrunde aus. Im selben Jahr war sie über diese Distanz jamaikanische Landesmeisterin geworden.
Nadia Davy hat an der Louisiana State University studiert.

## Bestleistungen
- 400 m (Freiluft): 50,66 s, 14. Juni 2003, Sacramento
- 400 m (Halle): 52,00 s, 13. März 2004, Fayetteville